# ستيفن براون
ستيفن براون هو ملحن كندي، ولد في 16 أغسطس 1948 في نوتنغهام في المملكة المتحدة.